# Palazzo del Capitano (Mantova)

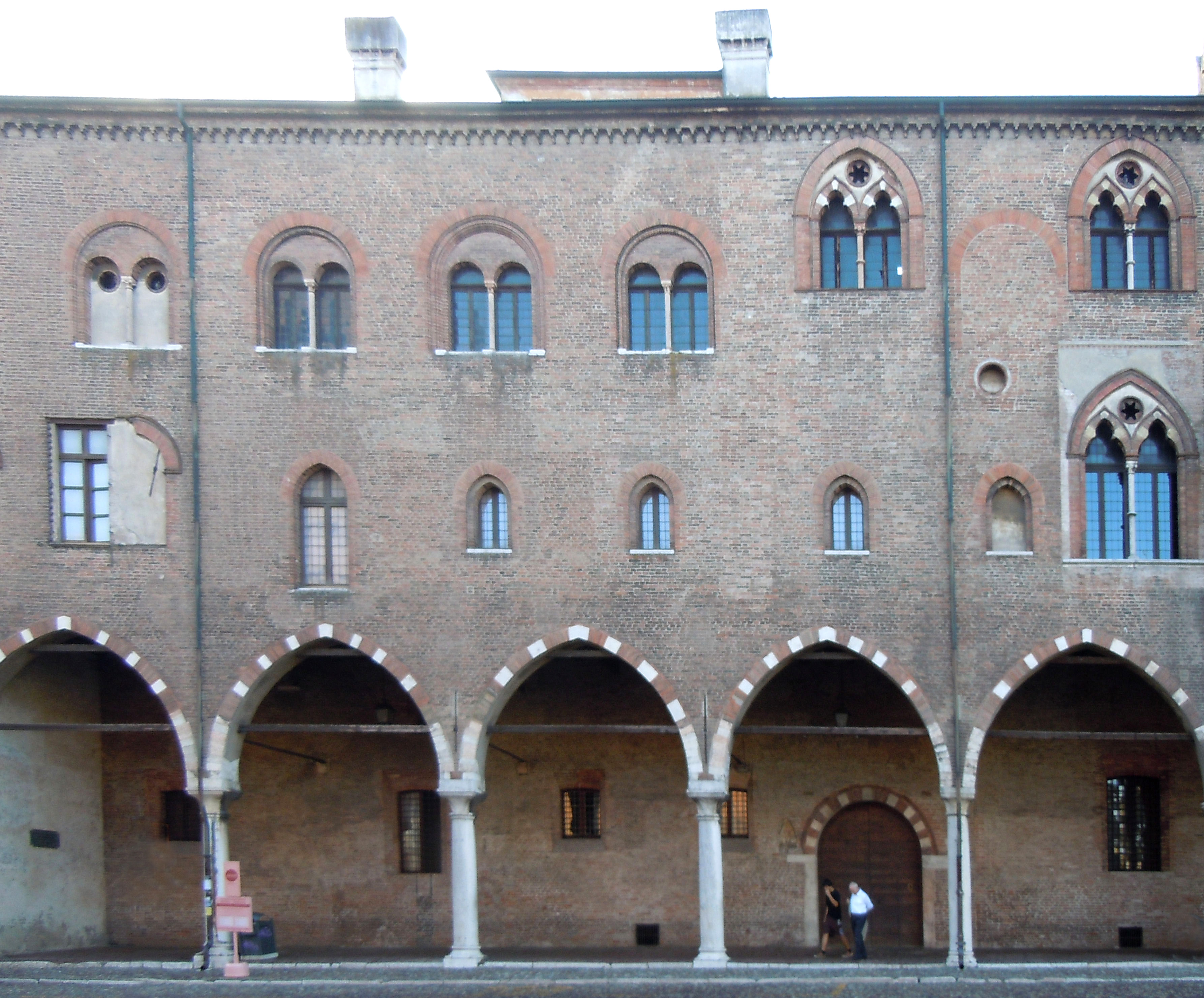
La Magna Domus

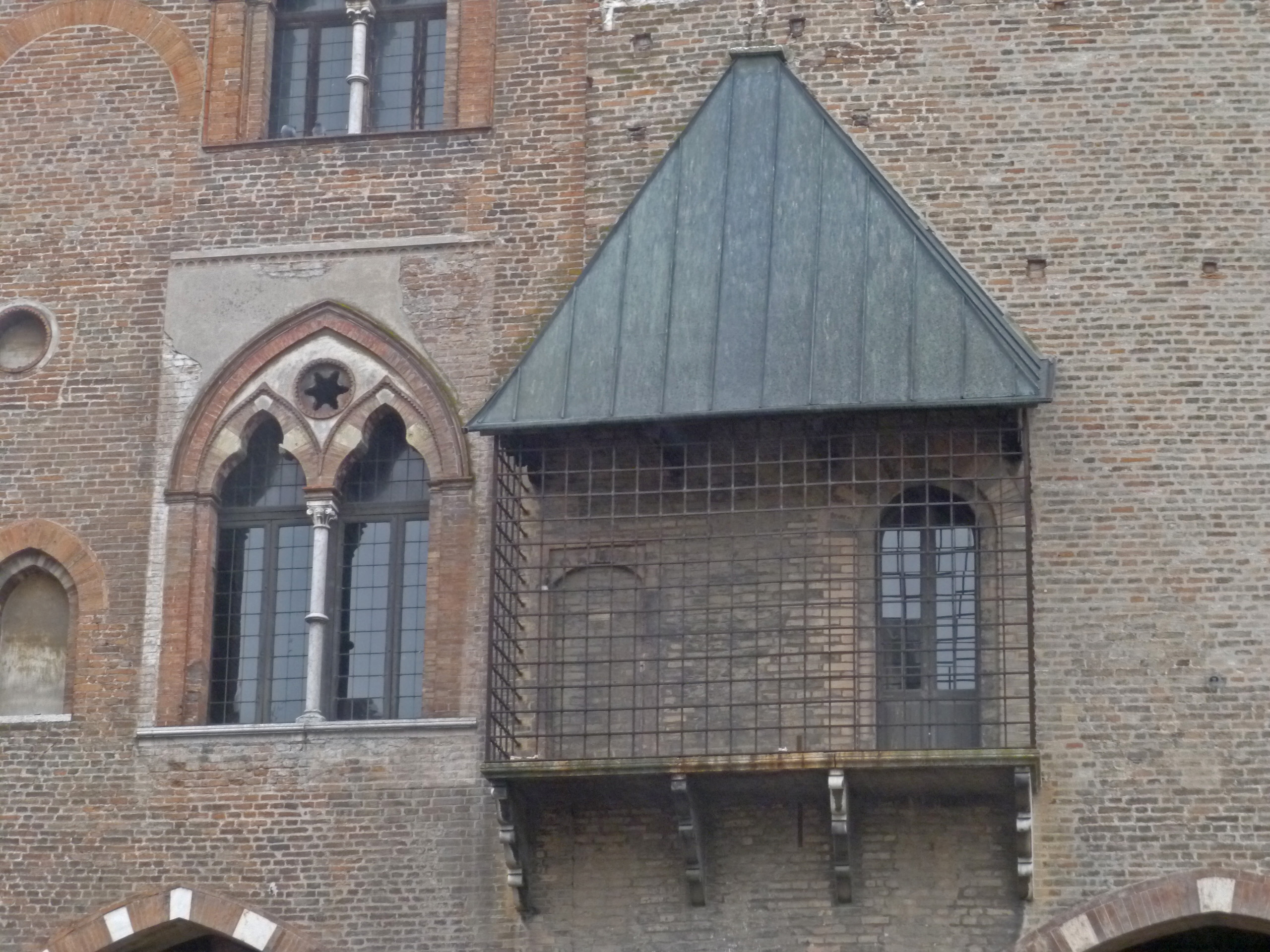
Palazzo del Capitano, particolare della facciata

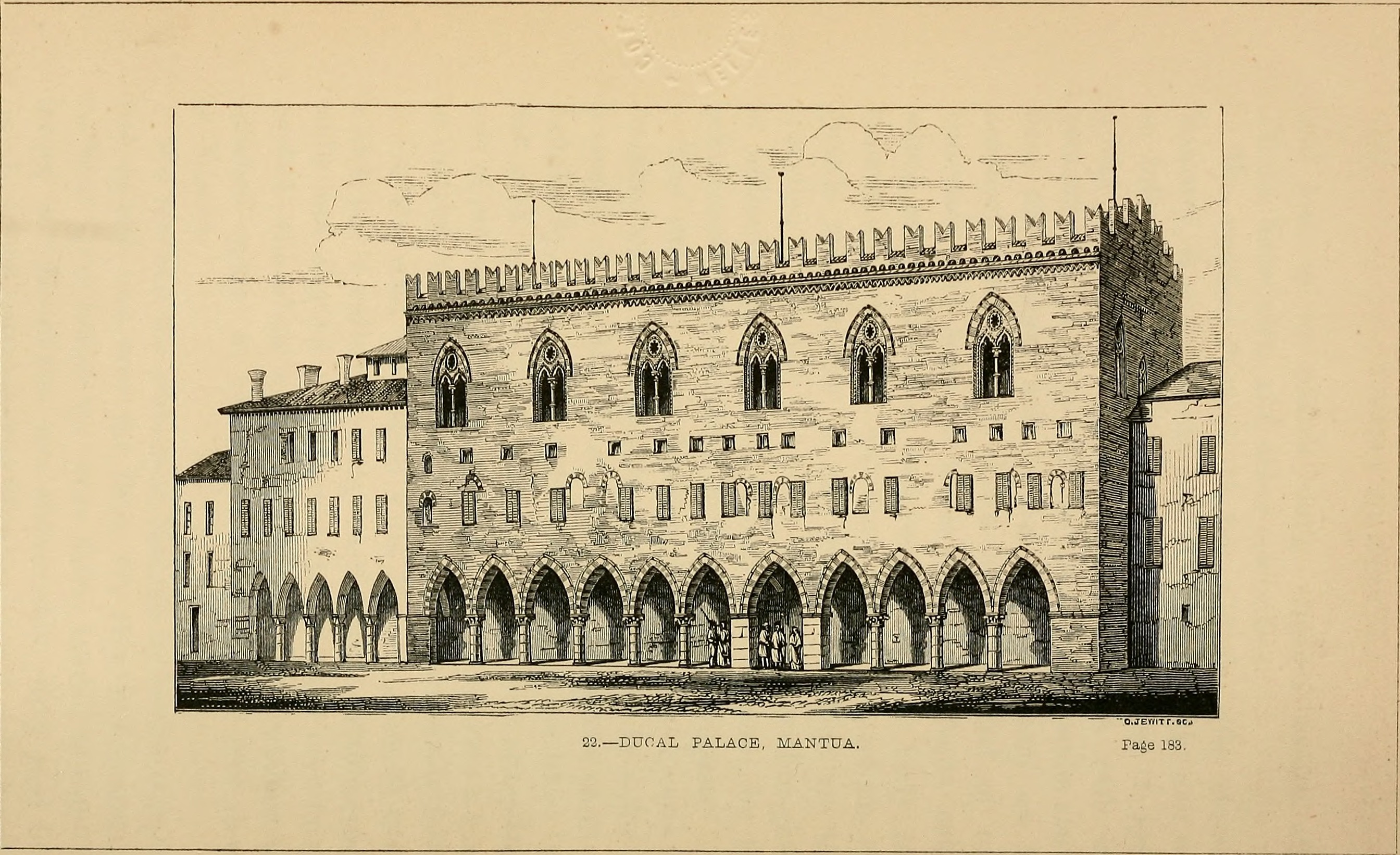
Immagine del palazzo del Capitano del 1855

Il Palazzo del Capitano è uno degli edifici storici più significativi di Mantova e fa parte del complesso architettonico denominato "Reggia dei Gonzaga".

## Storia e descrizione
Il palazzo, che si affaccia sul punto più alto di Piazza Sordello (già Piazza San Pietro), rappresenta la parte più antica dell'intero complesso di Palazzo Ducale e venne edificato, tra la fine del XIII e gli inizi del XIV secolo, a residenza dei Bonacolsi, signori della città, con maestranze di origini veronesi. Intorno al 1340 venne ampliato e vennero aggiunti il porticato e la sovrastante lunga sala, detta "di Passerino" a ricordo dell'ultimo dei Bonacolsi. Dello stesso periodo sono le bifore gotiche e la merlatura della facciata.
Nel 1328, con l'avvento al potere dei Gonzaga, il palazzo divenne proprietà della famiglia. Luigi I Gonzaga, primo capitano del popolo, però non visse in questo edificio, preferendo abitare nel palazzo Acerbi, situato di fronte. Il palazzo del Capitano venne invece abitato dai suoi figli Guido, Feltrino e Filippino, che inizialmente condivisero il potere col padre.
Addossato al palazzo principale trovò posto un fabbricato più basso, la Magna Domus. I due edifici erano inizialmente separati da un vicolo (di Sant'Alessandro, che portava all'omonima chiesa, ora scomparsa) che venne chiuso alla fine del Trecento, quando furono unificati per volere di Francesco I Gonzaga.
Con l'insediamento della signoria gonzaghesca si aggregarono al nucleo originario altre costruzioni che formano la "Corte Vecchia", dove la famiglia risiedette sino agli inizi del Quattrocento.
Alla metà del XV secolo il marchese Ludovico III Gonzaga spostò la propria residenza nel castello di San Giorgio lasciando il palazzo del Capitano ad abitazione della corte.
Venne successivamente restaurato dai duchi Guglielmo Gonzaga e Francesco IV Gonzaga, agli inizi del Seicento, col rifacimento delle decorazioni e dei soffitti.
All'origine nel palazzo era presente la "cappella palatina", abbattuta nel Seicento, e collocata nella terza stanza dell'Appartamento della Guastalla, sovrastante il grande arco gotico di accesso a Piazza Brolo (ora Piazza Lega Lombarda). Della presenza della cappella rimane la grande Crocefissione, affresco trecentesco di pittori bolognesi e veronesi o attribuito al Maestro dell'Incoronazione di Bellpuig.
Dell'edificio fanno parte:
Al primo piano, ricco di affreschi trecenteschi:
- la sala del Morone, che accoglie la grande tela del 1494 Cacciata dei Bonacolsi di Domenico Morone
- la sala degli Imperatori o delle Cariatidi
- l'appartamento della Guastalla, con affreschi del Duecento e del Trecento. Nella seconda stanza è collocato il sepolcro di Margherita Malatesta (1370-1399), moglie di Francesco I Gonzaga, opera di Pierpaolo dalle Masegne
- il corridoio di Passerino, nel quale, si narra, era collocata la mummia dell'ultimo Bonacolsi
- due stanze dell'appartamento dell'Imperatrice